# آدم‌گریزها
آدم‌گریزها (نام علمی: Pipilo) نام یک سرده از تیره زردپره‌ایان است.

## گونه‌ها
- آدم‌گریز ابرت (Pipilo aberti یا Melozone aberti),
- آدم‌گریز برمودا (Pipilo naufragus) — انقراض,
- آدم‌گریز کالیفرنیا (Pipilo crissalis یا Melozone crissalis),
- آدم‌گریز بزرگ‌دره (Pipilo fusca یا Melozone fusca),
- آدم‌گریز دم‌سبز (Pipilo chlorurus),
- آدم‌گریز طوقی (Pipilo ocai),
- آدم‌گریز شرقی (Pipilo erythrophthalmus),
- آدم‌گریز خال‌دار (Pipilo maculatus),
- آدم‌گریز گلوسفید (Pipilo albicollis یا Melozone leucotis)